# Cerkiew Objawienia Pańskiego w Ostrogu
Cerkiew Objawienia Pańskiego – prawosławna cerkiew w Ostrogu. Należy do eparchii równieńskiej Ukraińskiego Kościoła Prawosławnego Patriarchatu Moskiewskiego.

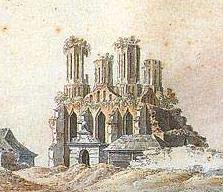
Ruiny pierwotnej cerkwi w Ostrogu. Widok z 1794, akwarela Zygmunta Vogla

Cerkiew została wzniesiona z fundacji Konstantego Ostrogskiego w 1521, prawdopodobnie na miejscu starszej świątyni prawosławnej wzniesionej przez Wasyla Ostrogskiego (zbudowanej między 1446 a 1450). Budynek utrzymany był w stylu łączącym elementy gotyckie i bizantyńskie, miał charakter obronny, z grubymi murami i strzelnicami. Obiekt został zrujnowany w czasie powstania Chmielnickiego, gdy zniszczeniu uległ także sąsiadujący zamek Ostrogskich.
W latach 1887–1891, z inicjatywy władz carskich, podjęto oficjalną rekonstrukcję cerkwi, w rzeczywistości wznosząc przy użyciu zachowanych ruin obiekt całkowicie odbiegający wyglądem od pierwotnej świątyni. Nowa cerkiew zachowała układ przestrzenny starszej (trzy nawy, trzy absydy od wschodu), pozostawiono również elementy obronne w północnej ścianie budynku. Całość utrzymano jednak w stylu bizantyjsko-rosyjskim. Cerkiew zwieńczyło pięć złoconych kopuł. Freski we wnętrzu obiektu wykonali mnisi z monasteru w Dederkałach.

## Cerkiew współcześnie

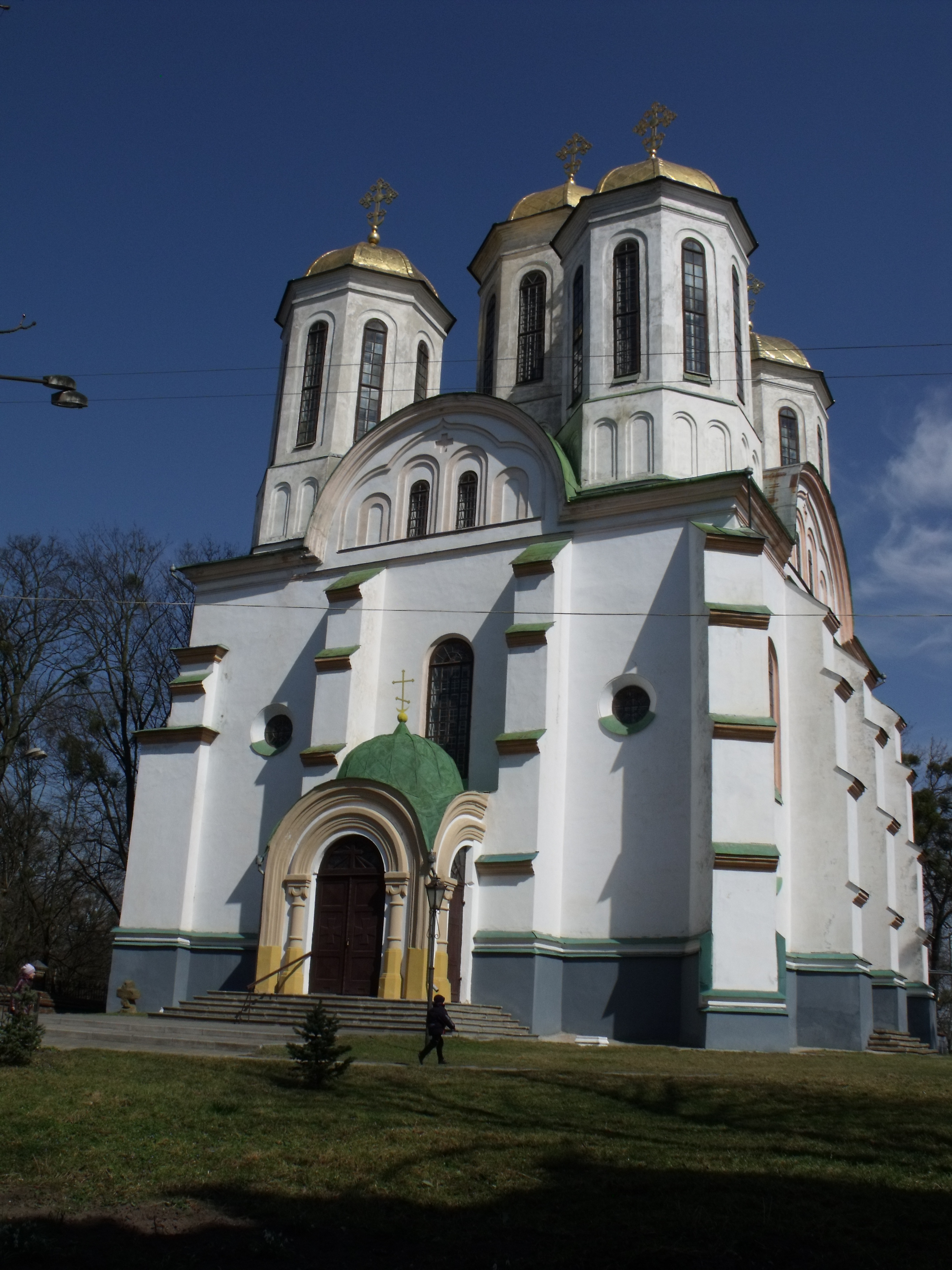
Cerkiew od frontu
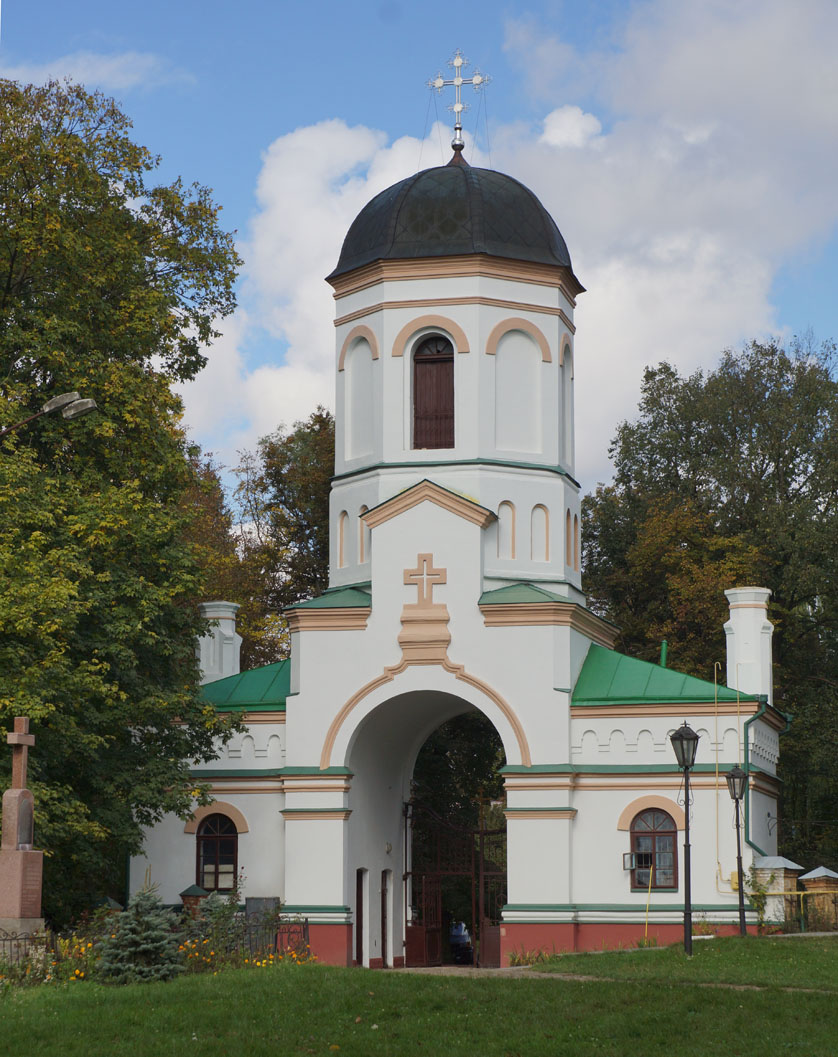
Dzwonnica
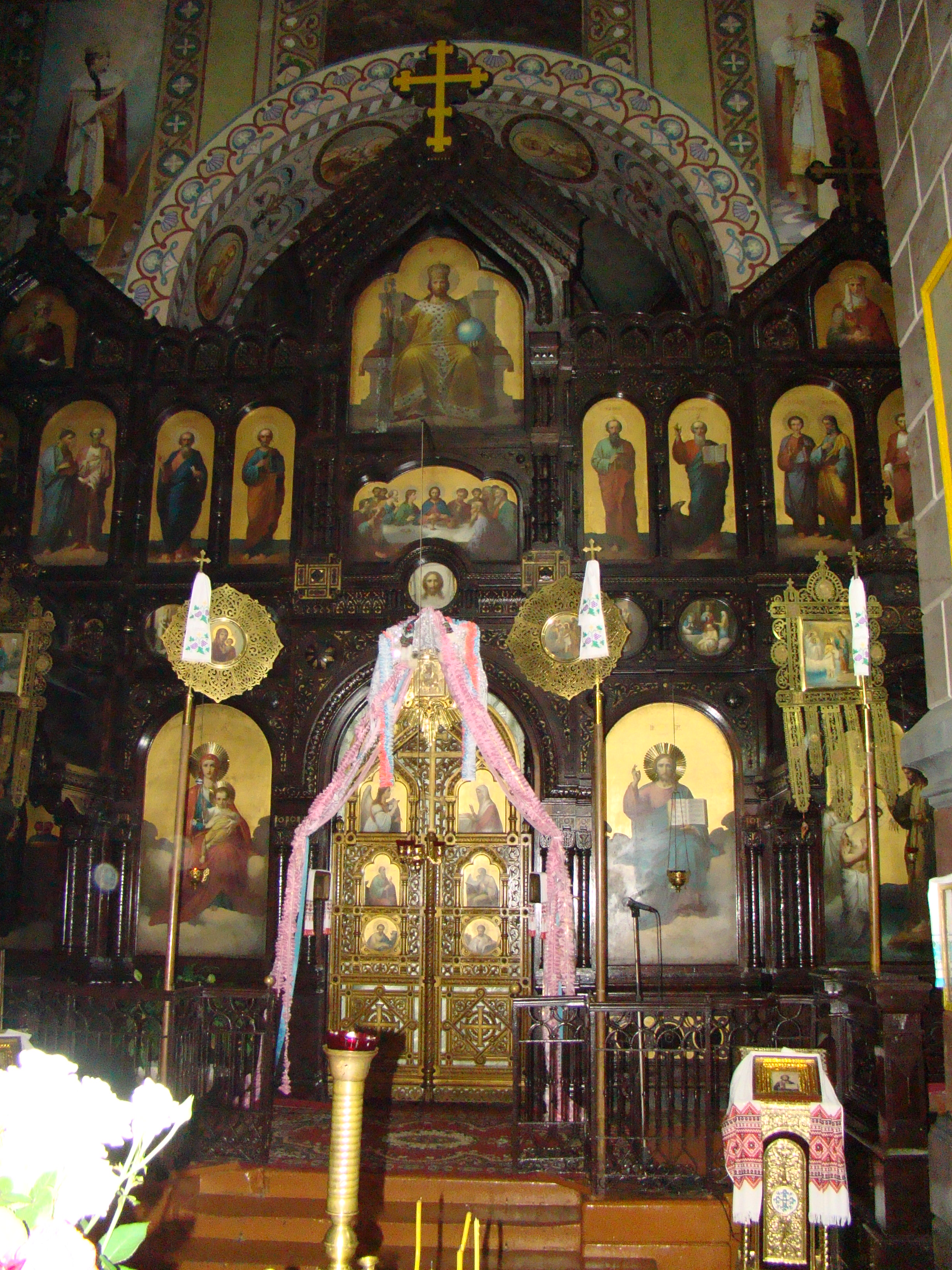
Ikonostas